# Ballyhaunis
Ballyhaunis (Béal Átha hAmhnais in irlandese) è un centro abitato del Mayo, in Irlanda. L'abitato è cresciuto storicamente sviluppandosi attorno all'abbazia agostiniana di Santa Maria, fondata nel 1348.
Ballyhaunis è situato nell'estremo oriente del Mayo, a ridosso del confine col Roscommon, in uno scenario dominato da vasti e verdi campi erbosi, laghi e brughiere: sia l'abitato che le zone circostanti sono pieni di testimonianze storiche, contenendo una delle più altre concentrazioni di megaliti nell'Irlanda occidentale.
La popolazione si distribuisce in maniera mista nell'ambito economico, dove settore primario, affari privato e industria sono i maggiori settori d'impiego. La principale azienda fonte di lavoro è Avonmore (Irish Country Meats) che dà lavoro a circa 280 persone nell'ambito della distribuzione della carne.
Ballyhaunis è, oltretutto, una comunità abbastanza multiculturale. Anche prima del periodo della Celtic Tiger, la scuola del villaggio istruiva bambini di svariate nazionalità: Pakistani, Siriani, Russi, Inglesi, Polacchi e Lituani. In tempi recenti altri flussi migratori hanno interessato Ballyhaunis, da molte nazioni anche dell'Africa e dell'Europa orientale. Fatto evidente di questo fenomeno, la presenza, oltre alle due Chiese cattoliche, di una moschea, l'unica in Irlanda al di fuori di Dublino e la più occidentale d'Europa. 
Per quel che riguarda i trasporti, Ballyhaunis è situata dove si incrociano le strade nazionali N60 e N83, oltre che sulla ferrovia che collega Dublino a Westport e Ballina.